# Cirkelredenering
Een cirkelredenering, kringredenering of petitio principii (ook wel aangeduid als circulus in probando of het Engelse begging the question, ook wel afgekort tot BTQ) is een drogreden die volgt uit een manier van redeneren waarbij al als juist wordt aangenomen wat nog bewezen moet worden, of waarbij feiten gebruikt of aangehaald worden waarvan de spreker/schrijver verkeerdelijk veronderstelt dat ze al bestaan of verwezenlijkt zijn. 

## Geschiedenis
Het begrip was al bekend bij Aristoteles. Immanuel Kant noemde het principe in 1800 waarna het zijn verdere weg vond als kritiek op de wiskundige logica en op de retoriek. Nieuwe aandacht kreeg het begrip door recente publicaties over moderne argumentatietechnieken, waarin het begrip die nieuwe rol toebedeeld krijgt in de analyse van meningsverschillen en in de eisen die aan de argumentatie gesteld moeten worden om een meningsverschil op te kunnen lossen.
Een bekende cirkelredenering staat ook bekend onder de naam cirkelredenering van Descartes: Descartes bewijst het bestaan en de waarachtigheid van God op basis van de methode van heldere en goed onderscheiden ideeën (des idées claires et distinctes). Hij lijkt deze methode van kennisverwerving echter te funderen op die waarachtigheid van God.

## Voorbeeld
Een simpel voorbeeld is het volgende: drie rovers bemachtigen bij een overval tien goudstukken. Een hunner verdeelt de buit en geeft  de twee anderen ieder drie goudstukken. Vraagt een hunner: waarom krijg jij nu vier goudstukken en krijgen wij er maar drie?  Omdat ik de aanvoerder ben, luidt het antwoord. Daarop komt de tegenvraag: waarom zou jij opeens onze aanvoerder zijn? Daarop luidt het antwoord: omdat ik meer goud heb dan jullie. 

## Nominale denkfout
De nominale denkfout is een vorm van cirkelredenering, waarbij men het geven van een naam aan iets neemt voor een verklaring ván dat iets, terwijl het gewoon een andere beschrijving is.